# Adrift (Lost)
"Adrift" é o vigésimo sétimo de Lost. É o segundo episódio da segunda temporada da série. Foi dirigido por Stephen Williams e escrito por Steven Maeda e Leonard Dick. Foi ao ar originalmente em 28 de Setembro de 2005, pela ABC. O episódio foca o flashback em Michael Dawson.

## Sinopse
Com o sequestro de Walt ainda em suas mentes, a jangada destruída, e Jin desaparecido, Michael e Sawyer lutam para sobreviver no meio do oceano e descobrem um novo predador no mar.